# Йорктаун (CV-10)
„Йорктаун“ (на английски: USS Yorktown (CV-10)) е американски самолетоносач клас „Есекс“ от Втората световна война. Първоначално той е трябвало да носи името „Bon Homme Richard“, но по време на строежа е решено да го прекръстят на „Йорктаун“ в чест на Йорктаун (CV-5), който на 6 юни 1942 г. е бил потопен от японска подводница.

## История
Започнат е на 1 декември 1941 г. в корабостроителницата „Нюпорт нюз“ и е завършен на 21 януари 1943 г. и пуснат в експлоатация на 15 април 1943 г. На 24 юли 1943 г. пристига във военната база в Пърл Харбър. Той е участвал в много битки в Тихоокеанската война, след което получава 11 бойни звезди.
След края на войната той е обновен частично и е причислен към 7-а флота в Тихия океан. На 28 декември 1958 г. помага на жителите на японския град „Конийя“, които са пострадали от силен пожар. На 10 юни 1960 г. спасява 53 души от потъналия британски кораб „Шум Ли“ край Фелипините като изпраща военни хеликоптери до пострадалите.
От 23 октомври 1964 г. до 16 май 1965 г., от 6 януари 1966 г. до 27 юли 1966 г. и 28 декември 1967 г. до 5 юли 1968 г. взема участие във войната във Виетнам.
На 27 декември 1968 г. взима участие при прибирането на астронавтите от мисията Аполо 8 на НАСА, които се прибират след полет около Луната.
Изведен е от експлоатация на 1 юни 1973 г. На 13 ноември 1975 г. е отворен за посетители като плаващ музей в Чарлстън (Южна Каролина).